# Абсалямово (Учалинский район)
Абсаля́мово (баш. Әпсәләм) — деревня в Учалинском районе Республики Башкортостан Российской Федерации. Входит в состав Мансуровского сельсовета.

## География

### Географическое положение
В 17 км от деревни находится исток реки Урал.
Расстояние до:
- районного центра (Учалы): 58 км,
- центра сельсовета (Абзаково): 10 км,
- ближайшей железнодорожной станции (Шартымка): 26 км.

## Население
| 2002 | 2009 | 2010 |
| ---- | ---- | ---- |
| 100  | ↗105 | ↘89  |

Национальный состав
Согласно переписи 2002 года, преобладающая национальность — башкиры (100 %).